# Ulf Zettersten
Ulf Axel Birger Zettersten, född den 20 september 1941, är en svensk arkitekt. Han har haft arkitektbyrån Sörmlandsgruppen arkitekter AB i Nyköping tillsammans med Carl-Gustaf Carlstedt och eget arkitektkontor. 

## Verk i urval
- 1982 Mariagården, Svenska kyrkans församlingsgård i stadsdelen Brandkärr i Nyköping (tillsammans med Margit Webjörn)[2]
- 1988 Sankta Anna katolska kyrka i Nyköping
- 2000 Veldre kirke i Ringsaker kommun i nuvarande Innlandet fylke i Norge (tillsammans med Roar Jacobsen)[3]
- 2001 Wattrangsborg, samlingslokaler i Björnlunda, Gnesta kommun[4]
- "Stadsparken" i Hammarängen i Mariefred[5]

## Bildgalleri

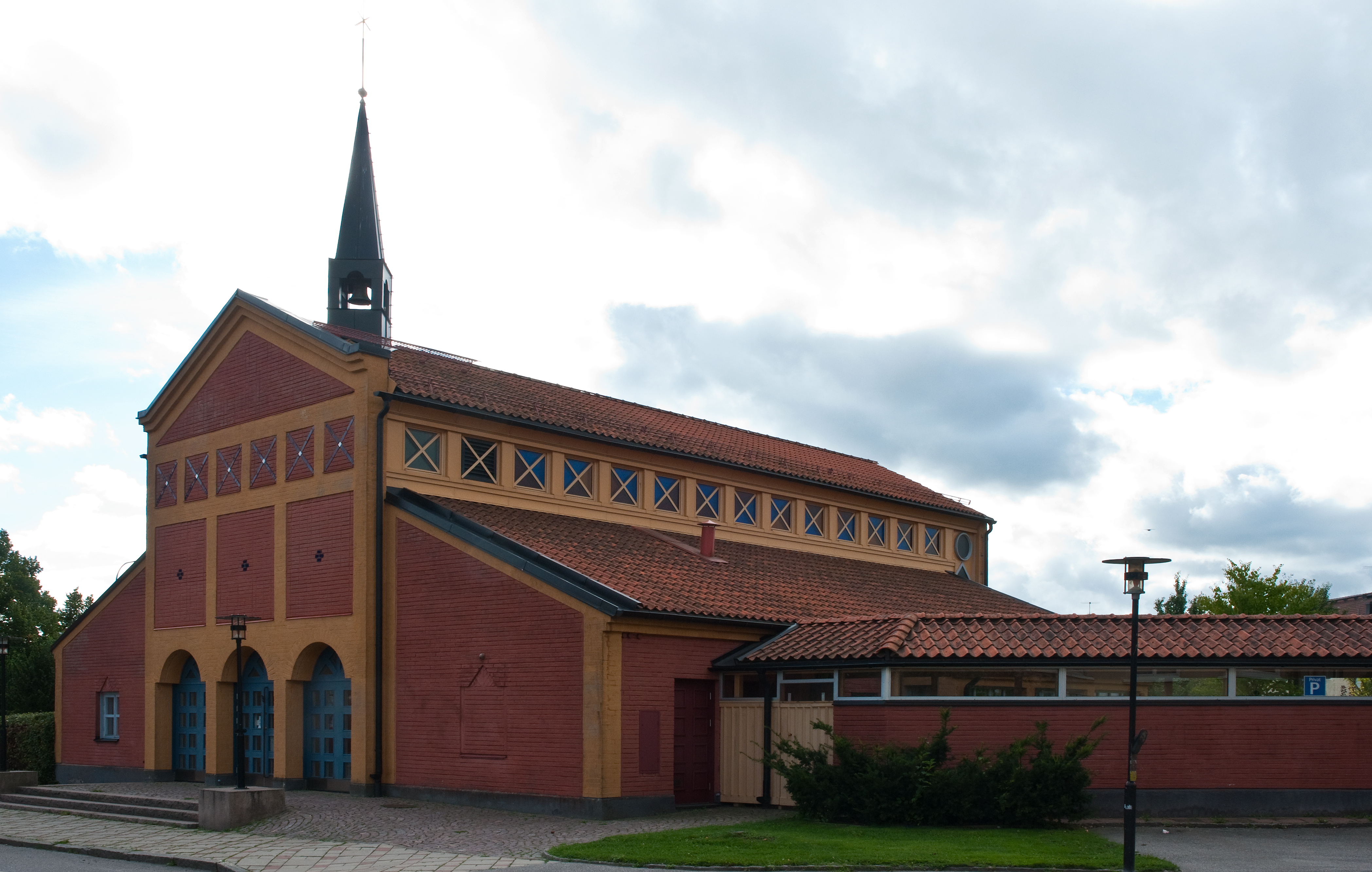
Sankta Anna katolska kyrka i Nyköping.
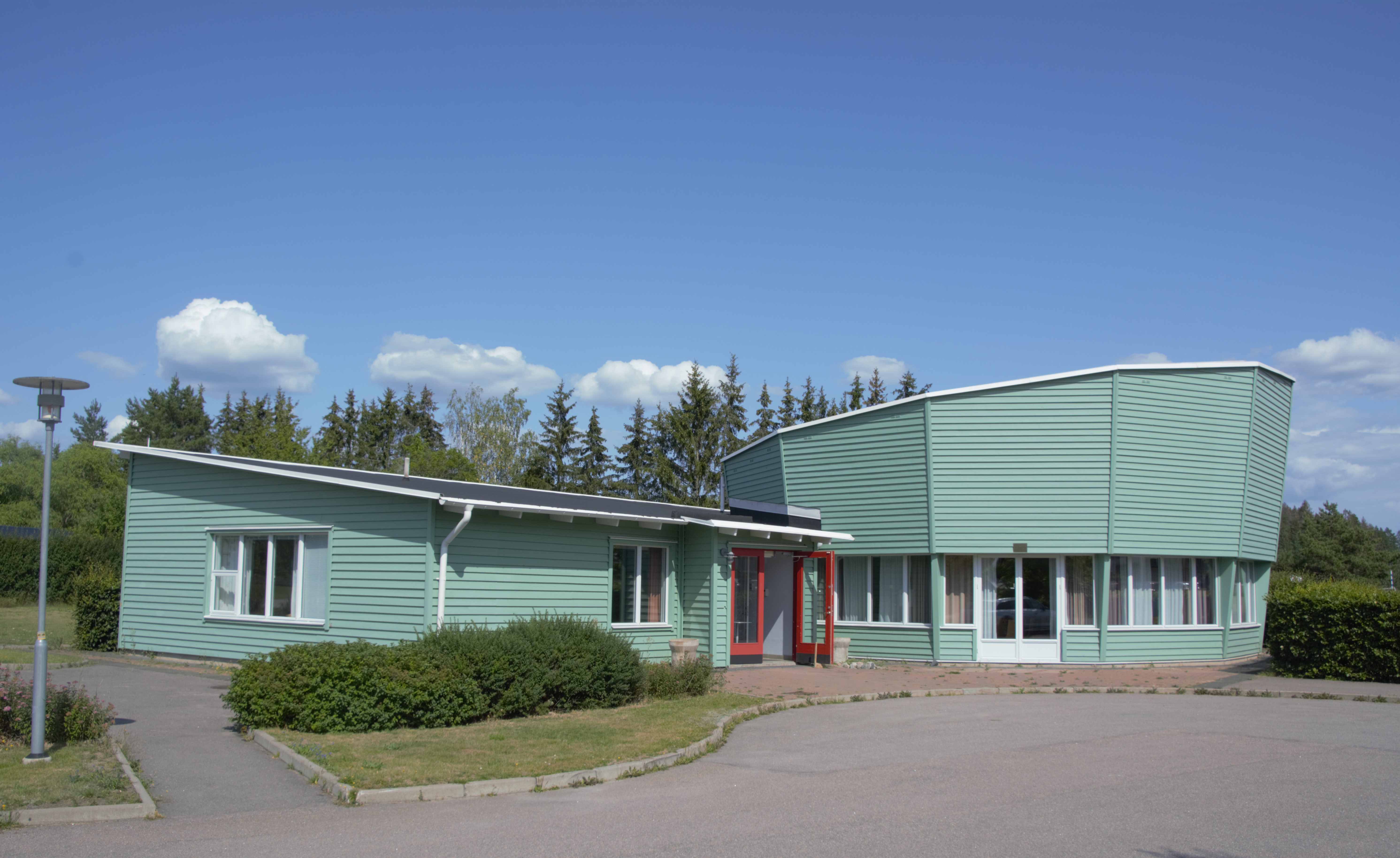
Wattrangsborg, samlingslokaler i Björnlunda.
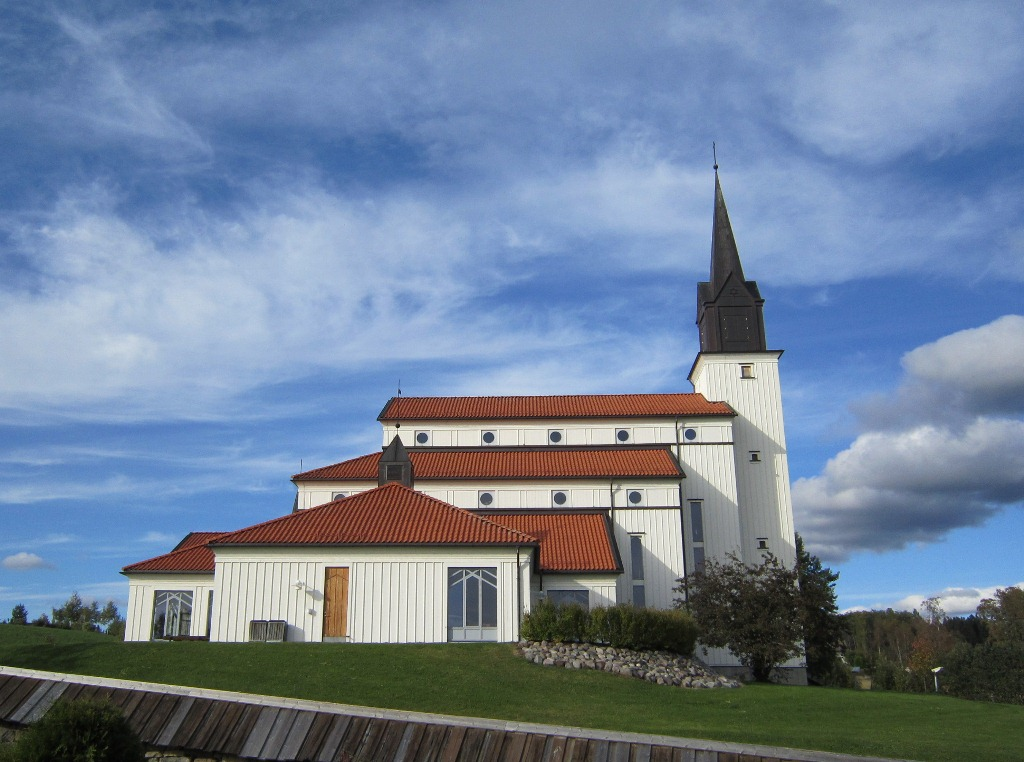
Veldre kirke.